# Панафидин, Захар Иванович
Захар (Захарий) Иванович Панафидин (Понафидин) (1786—1830) — русский морской офицер, дважды совершивший кругосветное плавание, первооткрыватель островов Панафидина, и островов Бородино.

## Биография
Родился 31 января (11 февраля) 1786 года в селе Нестерово Старицкого уезда Тверской губернии в семье отставного секунд-майора и старицкого помещика Ивана Кузьмича Панафидина. Представитель ветви рода Панафидиных, владельцев села Гавшино Прасковьинской волости Старицкого уезда Тверской губернии.
Окончил Морской кадетский корпус, служил на Балтийском флоте. Ходил в Средиземном море на 80-пушечном линейном корабле «Рафаил», входившем в состав отряда кораблей под командованием капитан-лейтенанта И. Игнатьева. Участвовал в русско-турецкой войне 1806—1812 годов и за отличие в Афонском сражении был награждён орденом Св. Анны 3-й степени на шпагу.
В 1815 году, будучи лейтенантом, поступил на службу в Российско-американскую компанию, где его приметил опытный мореход, имевший уже четырёхлетний опыт службы в компании — капитан-лейтенант Леонтий Андрианович Гагемейстер. В 1816—1817 годах на корабле «Суворов» совершил кругосветное плавание.
В 1819—1820 годах вторично ходил вокруг Земного шара на корабле «Бородино» — открыл в Тихом океане остров, названный им «Остров трёх холмов» — позже переименованный И. Ф. Крузенштерном в его честь — остров Панафидина (расположен в 240 милях к югу от Японии). В этом путешествии под его началом служил будущий адмирал П. Е. Чистяков.
Это было самое трагическое кругосветное путешествие в истории парусного флота Российской империи:

...в целом смертность на кругосветных судах от различных заболеваний и несчастных случаев была относительно невелика, за исключением трагического вояжа корабля РАК «Бородино» в 1819–1821 гг.: тогда по причине, свирепствовавшей на борту болезни, которая началась после стоянки в Индонезии и продолжилась во время обратного вояжа из Ново-Архангельска, скончался 41 человек, причём первой жертвой заболевания стал судовой лекарь 1-го класса Карл Карлович Шпигельберг. После этого руководство РАК поспешило избавиться от “несчастного” судна по его возвращении в Кронштадт— Гринёв А. В. Российские и иностранные медики на Аляске (1784-1867) // Американский ежегодник. — М.: «Весь мир», 2011. — С. 250—272

Список участвовавших в кругосветном плавании на корабле «Бородино» (1819—1821). Командир, лейтенант Захар Иванович Понафидин; лейтенант Всеволод Понафидин. Скончался в отставке; лейтенант Пётр Чистяков скончался; лейтенант Дмитрий Нивольский. Скончался в 1833 г., кап. 2 ранга; штурман Дионисий Зарембо; штурман Михайло Прокофьев (до Ситки). Скончался в 1838 г., поручик, на службе Р.- А. Комп.; штурман Александр Кильхен (до Ситки); вольный штурман Петр Ресухин; лекарь Карл Шпигельберг. Скончался в походе; суперкарго Фёдор Красильников; нижних чинов - 80; промышленников – 27»— Ивашинцов Н. А. (Ивашинцев). Русские кругосветные путешествия с 1803 по 1849 год. — СПб., 1872. — С. 227—228
12 февраля 1820 года произведён в чин капитан-лейтенанта. С 20 июня 1827 года до своей смерти был инспектором находившегося в Кронштадте Первого штурманского полуэкипажа.
Штурманом Панафидина в обоих кругосветных путешествиях был Дионисий Заремба.
Не отмеченный никакими наградами за два кругосветных плавания и географические открытия, подполковник корпуса штурманов флота Захар Иванович Панафидин, имея за плечами 32 года службы Отечеству, умер 11 (23) августа 1830 года от «водяной болезни». Был похоронен на православном кладбище в Кронштадте.
В фонде редких книг Музея-заповедника «Бородинское поле» хранится издание 1817 года: Карамзин Н. М. «История государства российского» с экслибрисом: Z: PONAFIDIN, что позволяет более точно определить правильное написание фамилии выдающегося мореплавателя России.